# 見沼代用水東縁
見沼代用水東縁（みぬまだいようすいひがしべり）は、埼玉県上尾市・さいたま市・川口市および東京都足立区を流れる灌漑農業用水路である。

## 概要
見沼代用水東縁は、埼玉県上尾市瓦葺にある西縁と東縁の分水点に所在する瓦葺調節堰（座標）から、さいたま市、川口市を経て 東京都足立区舎人に所在する舎人堰水門まで流れる用水路である。流路は加田屋川や芝川が大宮台地の鳩ケ谷支台を侵食した開析谷（かいせきこく）の縁に沿って頻繁に蛇行して流れている。また、見沼自然公園を過ぎた辺りより下流側は芝川が右岸側に平行して流れる。かつては足立区古千谷本町の「はんの木橋」付近までが最末端で、交差点や公園の名前にその名残が見られる。
詳細については、見沼代用水の項目を参照。
分流
- 天久保用水[2]
- 赤堀用水路

## 見沼代用水東縁が流れる地区
- 埼玉県上尾市瓦葺
- 埼玉県さいたま市見沼区丸ヶ崎町
- 埼玉県さいたま市見沼区丸ヶ崎
- 埼玉県さいたま市見沼区深作
- 埼玉県さいたま市見沼区深作一丁目・三丁目
- 埼玉県さいたま市見沼区小深作
- 埼玉県さいたま市見沼区風渡野
- 埼玉県さいたま市見沼区東門前
- 埼玉県さいたま市見沼区東宮下
- 埼玉県さいたま市見沼区膝子
- 埼玉県さいたま市見沼区加田屋一 - 二丁目
- 埼玉県さいたま市緑区上野田
- 埼玉県さいたま市緑区南部領辻
- 埼玉県さいたま市緑区大崎
- 埼玉県さいたま市緑区北原
- 埼玉県さいたま市緑区間宮
- 埼玉県川口市行衛
- 埼玉県川口市差間二丁目
- 埼玉県川口市差間
- 埼玉県川口市東内野
- 埼玉県さいたま市緑区下山口新田
- 埼玉県川口市木曽呂
- 埼玉県川口市道合
- 埼玉県川口市安行領根岸
- 埼玉県川口市里
- 埼玉県川口市桜町一丁目
- 埼玉県川口市鳩ヶ谷本町一丁目・四丁目
- 埼玉県川口市坂下町一丁目・二丁目
- 埼玉県川口市赤井
- 埼玉県川口市赤井四丁目・三丁目・二丁目
- 埼玉県川口市東本郷二丁目
- 埼玉県川口市蓮沼
- 埼玉県川口市本蓮一丁目 - 四丁目
- 埼玉県川口市東本郷
- 東京都足立区舎人四丁目・三丁目・二丁目（見沼代親水公園）
- 東京都足立区古千谷本町四丁目・三丁目（見沼代親水公園）
- 東京都足立区伊興（はんの木橋交差点）（座標）

## 見沼代用水東縁に架かる橋
※上流より
- 高橋
- 宇都宮線（東北線）
- 大島橋（緑のヘルシーロード）
- 尾山台高架橋（国道16号東大宮バイパス）
- 坂下橋
- 鳥ヶ谷戸橋
- 宮前橋
- 新出戸橋
- 出戸橋
- 春岡橋（埼玉県道322号東門前蓮田線）
- 無名橋（人道橋）
- 海崎橋
- 入山橋
- 諏訪橋
- 膳棚橋
- 中島橋
- 稲荷台橋
- 小山橋
- 神明橋
- 東武野田線（東武アーバンパークライン）
- 上ヶ谷橋
- 半縄橋（埼玉県道2号さいたま春日部線）
- 旧半縄橋
- 梅の木橋（大宮神宮台ニュータウン）
- 七里橋（埼玉県道65号さいたま幸手線）
- 高台橋（埼玉県道105号さいたま鳩ヶ谷線）
- 膝子橋
- 樋の口橋
- 丼橋
- 締切橋（埼玉県道214号新方須賀さいたま線）
- さぎ山橋
- 諏訪橋
- 上野田橋
- 五斗蒔橋
- 惣持院橋

- 国昌寺橋

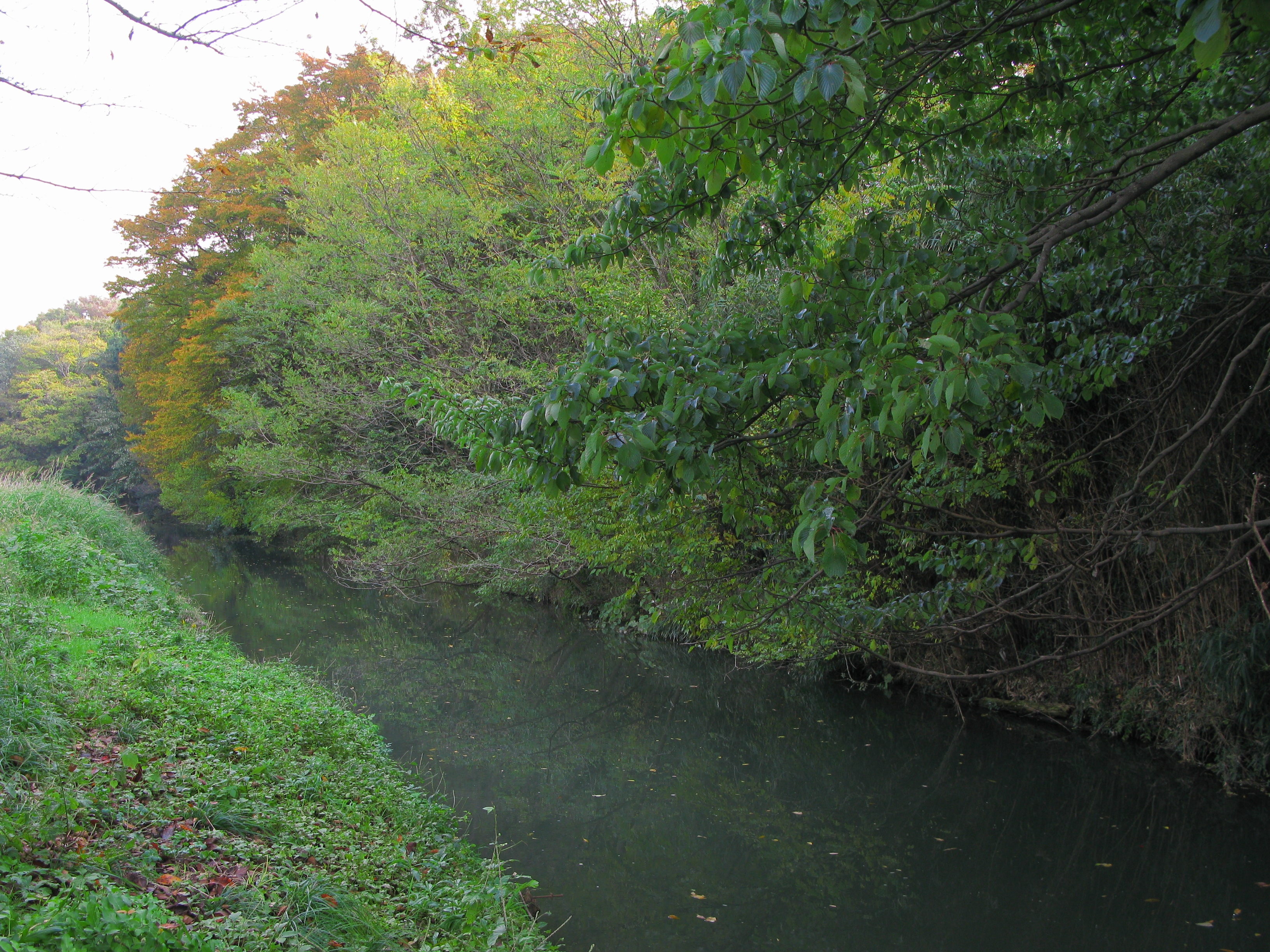
さいたま緑のトラスト地を流れる見沼代用水（東縁）。

- 新見沼大橋（国道463号越谷浦和バイパス）
- 諏訪橋
- 大崎橋
- 天神橋
- 公園橋
- 無量寺橋
- 北原橋（国道463号）
- 大白天橋
- 源次郎橋
- 宮前橋
- 浅間橋
- 差間橋
- 二ツ橋
- 美沼橋
- 川蝉橋
- 武蔵野線
- 内野橋
- 八丁小橋
- 見沼新田橋
- 山口橋（埼玉県道・東京都道103号吉場安行東京線）
- ○○橋
- 木曽呂南橋
- 神戸橋（たたら荘前通り）
- ○○橋（東京外環自動車道・国道298号）
- ○○橋
- 道合橋
- ○○橋（人道橋）
- ○○橋（埼玉県道34号さいたま草加線〈第二産業道路〉）
- ○○橋（人道橋）
- 内方橋
- 妙蔵寺橋
- 新台橋
- 台橋
- 博愛橋
- 権現橋
- 桜橋
- ○○橋（人道橋※鉄製）
- 松原橋
- ○○橋
- ○○橋（埼玉県道34号さいたま草加線〈第二産業道路〉）
- 根岸橋（グリーンセンター通り）
- ささや橋
- 神明橋
- 浦寺橋
- 瑞穂橋
- ○○橋
- 諏訪下橋
- 諏訪山橋
- 射的橋
- ○○橋
- 見沼橋（国道122号）
- ほたる橋
- おおぎ橋
- 北谷橋（埼玉県道111号蕨桜町線）
- 的場橋
- あいぞめ橋
- 宮下橋
- 吹上橋（埼玉県道105号さいたま鳩ヶ谷線）
- 富士見橋
- 貴船橋
- 稲荷橋
- 浅間橋（浅間山通り）
- 浅田橋
- 御嶽橋
- 観音橋
- 御手洗橋
- 赤江橋
- 三歳橋
- 稲荷橋
- 辰井橋（首都高速川口線）
- 酒盛橋（あずま橋通り）
- 蓮沼橋
- ○○橋
- 南前橋
- ○○橋（人道橋※鉄製）
- ○○橋
- 石御堂橋（埼玉県道58号台東川口線）
- 上本郷橋
- 本郷橋（新郷スポーツセンター通り）
- 一本橋
- 舎人堰水門

これより下流は見沼代親水公園